# Хо Нам Вај
Хо Нам Вај (кин: 何南慧, романизовано Ho Nam Wai; Хонгконг, 30. април 2002) хонкгконшка кинеска је пливачица чија ужа специјалност су трке слободним стилом на дужим дистанцама. Вишеструка је рекордерска и првакиња Хонгконга.

## Спортска каријера
Хо је присутна на међународној пливачкој сцени од 2016. када је дебитовала на митингу светског купа у малим базенима одржаном у Хонгконгу. Годину дана аксније дебитовала је на Светском првенству у Будимпешти где је остварила пласмане на 20, односно 31. место у квалификацијама трка на 1.500 и 800 слободно. На истом првенству је пливала и за штафету 4×100 слободно која је заузела 12. место у квалификацијама.
На Азијским играма одржаним у Џакарти 2018. освојила је две бронзане медаље пливајући у штафетним тркама на 4×100 и 4×200 метара слободним стилом, а пливала је и у финалу трке на 400 слободно. Потом је наступила на Олимпијским играма младих у Буенос Ајресу и Светском првенству у малим базенима у Хангџоуу.
Хо је пливала и на Светском првенству у корејском Квангџуу 2019. где се такмичила у по две појединачне и штафетне трке. У појединачним тркама је заузела 30. и 25. место у квалификационим тркама на 800 слободно и 1.500 слободно, односно 10 и 11. место у штафетама на 4×100 слободно и 4×200 слободно.